# Duomo di Thiene
Il duomo di San Gaetano in Santa Maria Assunta è il principale luogo di culto cattolico di Thiene, in provincia di Vicenza e diocesi di Padova. Inoltre, è sede dell'omonima parrocchia, compresa nel vicariato di Thiene.

## Storia

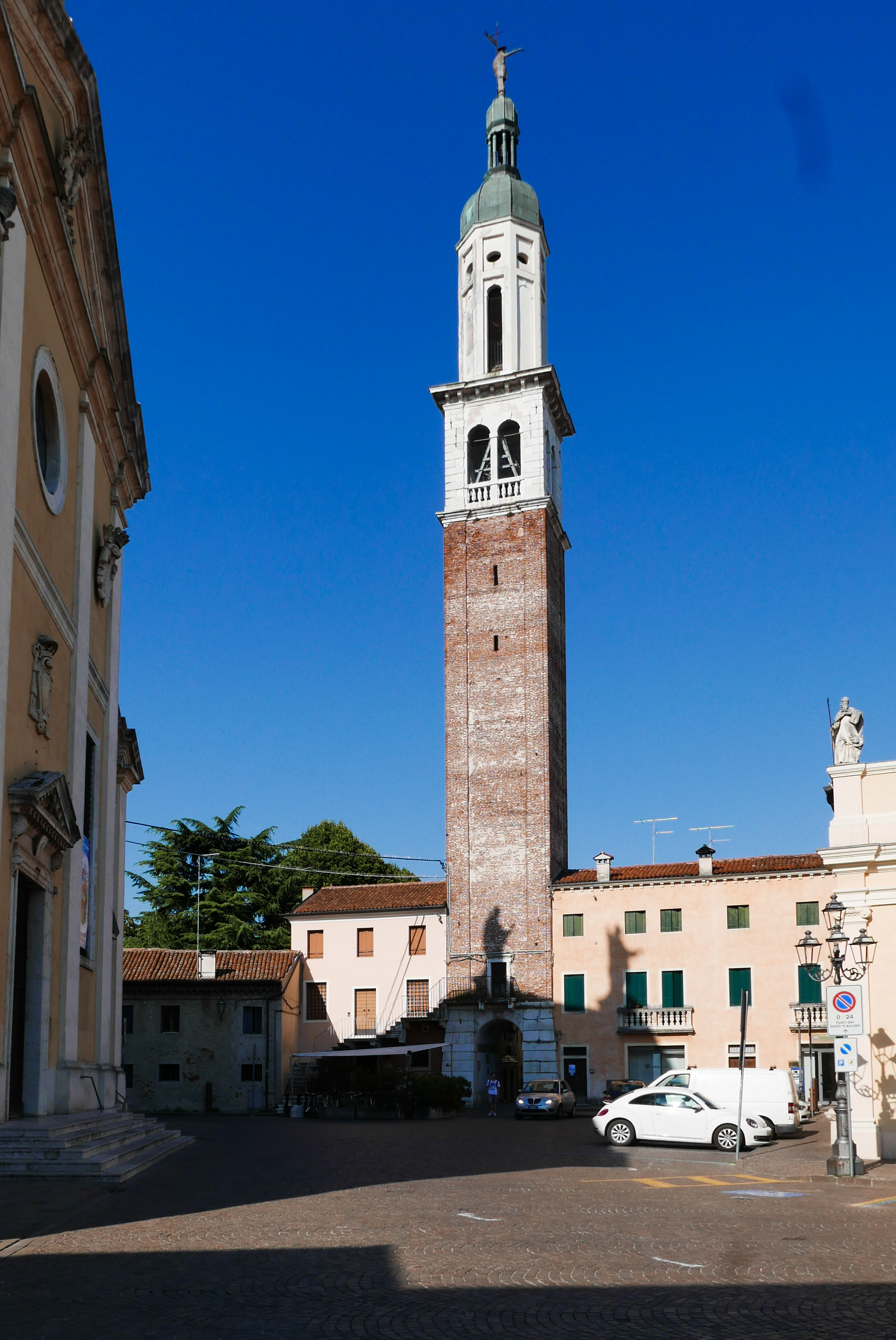
Il campanile

Sembra che la zona di Thiene fosse sottoposta al vescovo di Padova sin dall'anno 911. La prima citazione della pieve di Thiene, menzionata come Santa Maria de Tienis è da ricercarsi in un documento datato 27 febbraio del 1292.
Questa chiesa, della quale rimane una descrizione redatta durante la visita pastorale del vescovo Pietro Barozzi, fu demolita perché pericolante all'inizio del XVII secolo ed, al suo posto, sorse tra il 1625 ed il 1630 il nuovo duomo, tanto voluto dalla popolazione e dall'allora arciprete don Carlo Rizzi. Tra il 1640 ed il 1650 venne eretto il nuovo campanile e la chiesa consacrata nel 1746. Tra il 1792 ed il 1796 l'edificio fu ristrutturato, ampliato e dotato di un nuovo soffitto a cassettoni; i lavori vennero supervisionati da Ottone Calderari.
Nel 1904 iniziarono, per volere del parroco don Giuseppe Flucco, i lavori di rifacimento della parrocchiale, che, interrotti dalla prima guerra mondiale e terminati nel 1932, portarono all'edificazione delle navate laterali, alla ricostruzione del presbiterio e all'aggiunta del transetto e della cupola. Nel frattempo, nel 1913 papa Pio X aveva cambiato la denominazione  della chiesa da Santa Maria Assunta a San Gaetano in Santa Maria Assunta. Tra il 1949 ed il 1954 venne rifatta la facciata e innalzata la navata centrale; così si perse l'originaria struttura seicentesca.